# 우중문
우중문(于仲文, 545년 - 613년)은 북주, 수나라의 정치인 겸 장군이다. 자는 차무(次武)이며, 하남군 낙양 사람이다. 북주 때 출사하여 울지형의 난에서는 하남 지방을 맡아 토벌을 성공적으로 수행하였다. 수나라 건국 후로도 내정과 군사 양면에서 활약하여 문제와 양제에게 신임받았다. 제2차 여수전쟁에 참전하여 별동대를 이끌고 고구려의 수도 평양 직전까지 갔다가 철수하던 중 살수에서 참패하였다. 저서와 시를 남겼으나 시 2수만 전한다.

## 생애

### 초기
어려서부터 총명하여 부지런히 배우기를 좋아했다. 9살 때 당시 서위의 실권을 장악했던 우문태가 책에 무엇이 있느냐고 묻자 자부사군(資父事君)이라 대답하여 그를 몹시 감탄하게 하였다. 《주역》, 《예기》 등을 공부했고 장성해서는 특출한 재주에 기개가 있어 큰 뜻을 품으니 주위로부터 명공자(名公子)라 불렸다.
안고태수(安固―)로 있을 때 주군(州郡)에서 오랫동안 풀지 못하던 일을 해결했다. 임(任)씨와 두(杜)씨의 두 집에서 각각 소를 잃었다가 1마리를 다시 찾았는데 서로가 자기 것이라 주장하였다. 익주 장사 한백준(韓伯儁)은 우중문이 어려서부터 총명했으니 해결할 수 있을 것이라 하였다. 우중문은 두 사람으로 하여금 각각 소떼를 몰게 하였다. 그랬더니 그 소는 임씨의 소떼 속으로 향했다. 또 그 소에게 작은 상처를 냈더니 임씨는 탄식하고 두씨는 태연했다. 마침내 두씨를 꾸짖고 죄를 물었다.
죄를 저질렀음에도 우문호와 친한 덕에 무탈하던 시주자사(始州―) 굴돌상(屈突尙)도 하옥시키는 등 고을 사람들로부터 ‘강자에게 굴하지 않고 둘도 없는 밝은 판단을 한다’는 칭찬을 받았다. 얼마 가지 않아 어정하대부(御正下大夫) 연수군공(延壽郡公)에 봉해지고 식읍은 3,500호에 이르렀다. 수차례 전투에도 공을 세워 의동삼사(儀同三司)까지 받았다. 선제 때부터는 동군태수로 재직했다.

### 울지형의 거병
580년(대상 2년) 양견(훗날 수 문제)이 섭정으로서 승상에 올라 전권을 장악하자 상주총관(相州總管, 지금의 허난성 안양 시) 촉국공(蜀國公) 울지형(尉遲迥)이 난을 일으켰다. 울지형은 단양(檀讓)을 파견하여 하남 방면을 확보하였다. 우중문은 울지형의 회유를 거절했기에 그 부하 우문위(宇文威)에게 공격받았다. 반격하여 대파하고 500여 명을 베었다. 이 공으로 개부의동삼사에 올랐다.
울지형이 우문주(宇文胄)까지 보냈다. 우문주와 우문위는 두 길로 와서 다시 공격했고 그 기세에 병사들이 매우 동요했다. 독려하며 싸웠으나 버티지 못하여 처자식을 두고 60여 기(騎)만 거느린 채 서문으로 빠져나와 포위를 뚫고 달아날 수밖에 없었다. 17명이 죽었지만 반군의 추격을 가까스로 뿌리치고 수도 장안에 도달했다. 그러자 울지형은 우중문의 자식들을 살해했다. 양견은 그를 위로하여 비단 500단과 황금 200냥을 하사했다. 또 대장군으로 진급시키고 하남도행군총관에 임명하여 단양을 토벌하게 하였다. 영교(永橋)에서 울지형을 막고 있던 위효관(韋孝寬)과 합류하였다.

### 하남 평정
변주(汴州, 지금의 허난성 카이펑시) 동쪽의 예오(倪塢)에서 유자앙(劉子昂)과 유욕덕(劉浴德)을 격파했다. 양군을 향해 계속 가다가 7리 정도 남은 요제(蓼隄)에서 수만 명으로 지키고 있던 단양을 만났다. 장수들은 군사들이 멀리서 와서 지쳐있으니 이기기 어렵다고 하였다. 그러나 우중문은 밥먹는 것을 재촉하며 싸웠다. 일단 약한 병사들로 싸우자고 꼬드긴 후에 거짓 패배하니 단양은 교만에 빠졌다. 이에 정예병으로 좌우에서 협공하여 5,000여 명을 포획하고 700명을 죽였다. 승리의 비결이 무엇이냐는 장수들의 물음에 “우리 병사들은 모두 산동 사람이다. 고향이 오랫동안 전란에 휩싸여 있는 것을 그대로 둘 수 없어 빠르게 나아가니 그 기세에 올라탄 것이 승리한 이유이다.”라고 웃으며 답하였다.
멈추지 않고 양군으로 진격하니 유자관(劉子寬)은 성을 버리고 도주했다. 이마저 추격하여 사로잡거나 죽인 이가 수천 명이었다. 이내 조주(曹州, 지금의 산둥성 허쩌시)도 탈환하여 그 자사 이중강(李仲康)을 붙잡았다. 단양이 남은 무리를 이끌고 주둔하고 있던 성무(城武)도 빠르게 기습하여 함락시켰다.
패현(沛縣)에 있던 석비라(席毗羅)가 100,000명으로 서주(徐州)를 치려 했다. 그의 본거지는 금향(金鄕)이었다. 우중문은 거짓으로 석비라의 사자(使者)인 양 꾸며서 금향 성주 서선정(徐善淨)에게 단양이 내일 금향으로 와서 울지형의 명령과 상을 줄 것이라고 하였다. 다음날 날랜 병사들을 뽑아 울지형의 깃발을 세우고 나아가니 서선정이 속아서 영접하려 할 때 그를 잡고 성을 취했다. 장수들이 성에 있는 사람들을 죽이길 권했으나 석비라의 병사들이 스스로 귀부할 수 있도록 관대해야 한다며 그 청을 내쳤다. 사람들은 우중문의 덕망을 칭송했다.
석비라는 병력의 수많음을 믿고 우중문을 업신여기며 금향으로 왔다. 우중문은 성을 등지고 진을 친 후 마밭에 복병을 숨겼다. 양 군이 맞붙었을 때 복병이 뛰쳐나와 북을 치고 함성을 지르니 석비라군은 뿔뿔히 흩어지고 수수(洙水)에 뛰어들어 익사한 자가 많았다. 그 시체로 인해 물이 흐르지 못할 정도였다. 드디어 단양을 사로잡고 석비라를 참수하여 모두 수도로 보냈다. 이로써 하남이 평온해졌다. 양견은 우중문을 불러들여 연회를 베풀고 극진히 대접하였다. 비단 1,000여 단과 기녀 10명을 하사하고, 주국(柱國) 하남도 대행대(―大行臺)에 임명했다.

### 문제와 양제의 신임
581년(개황 원년) 양견이 수나라를 세운지 얼마 안되어 숙부 우익(于翼)의 일에 연좌되어 하옥되었다가 상소문을 올려 해명하고 함께 석방되었다. 이후 돌궐을 방비하는 요새인 백랑(白狼)에서 병사를 이끌고 둔쳤다. 다음 해 행군원수(行軍元帥)로서 돌궐을 공격하여 1,000여 명을 베었다. 그리고 금하(金河)를 따라 신명근(辛明瑾), 원방(元滂), 하란지(賀蘭志), 여초(呂楚), 단해(段諧) 등의 총관과 병사 20,000명을 성락도(盛樂道)로부터 나힐산(那頡山)으로 보내고 자신은 내[川]의 북쪽을 지켰다. 가한(可汗)이 이 정연한 위용을 보고는 싸우지도 않고 퇴각했다. 정예기병 5,000명으로 산을 넘어 추격했으나 놓쳤다.
당시 상서성의 문서가 번잡하여 관리들이 간사한 꾀를 자주 부렸기에 문제는 우중문으로 하여금 이를 감독하게 하였다. 명료한 판단으로 적발한 것이 매우 많았으므로 황제가 기뻐하여 후하게 상을 주었다. 또 위수에 운하[漕渠]를 뚫는 일을 맡아 조운 수송에 이바지했다.
588년 문제가 진(陳)을 멸하고 중국을 통일하기 위해 군을 일으켰을 때는 진왕(秦王) 양준(楊俊) 밑에서 행군총관이 되어 수군(水軍)을 이끌고 장산(章山, 지금의 후베이성 중샹 시)에서부터 한구로 출격하였다. 589년 진의 영주자사(郢州―) 순법상(荀法尚), 노산 성주(魯山―) 탄법징(誕法澄), 등사미(鄧沙彌) 등이 항복하자 이들의 무기를 거두어들였다. 590년 고지혜(高智慧)가 강남(江南)에서 난을 일으켰다. 다시 행군총관이 되어 토벌에 참가했다. 이때 군량이 부족했는데, 곡물 값이 뛰어오르자 우중문이 사사로이 팔았기 때문이었다. 이로 인해 제명됐다가 다음 해 관작이 복구되고 마읍(馬邑, 지금의 산시성 숴저우시)에서 둔을 쳐서 돌궐을 방비했다.
진왕(晉王) 양광(훗날 수 양제)이 우중문의 재주를 눈여겨보고 문제에게 청을 올려 양광의 군사 업무를 돕게 됐다. 600년 돌궐이 변방을 침입했을 때 원수(元帥) 양광 밑에서 선봉을 맡아 이를 대파하고 돌아왔다. 이내 양광이 황태자가 되자 우중문도 태자우위솔(太子右衛率)이 됐다. 604년(인수 4년) 양광이 즉위하자 이듬해에 우익위대장군(右翊衛大將軍)으로 옮겨 문무(文武) 사무의 인선을 관장하였다. 토욕혼(토곡혼) 정벌에도 종군하고 광록대부(光祿大夫)에 오를 정도로 양제에게 큰 신임을 받았다.

### 제2차 여수전쟁
612년(대업 8년) 양제의 제2차 여수전쟁에도 참전하였다. 24개의 군 중 좌(左) 제12군 낙랑도(樂浪道)군을 맡아 오골성(烏骨城)으로 갔다. 6월(음력), 고구려의 수도 평양을 직공(直攻)하는 별동대 9개 군 중 한 군으로 뽑혀 우문술 등과 함께 진격했다. 일부러 야윈 말과 나귀 수천 마리를 가려서 뒤에 배치하고 동쪽으로 가던 중 고구려군이 치중대를 기습하자 오히려 반격하여 격파했다.
압록수에 닿자 고구려 장수 을지문덕이 거짓으로 항복해 진영 안으로 들어왔다. 만약 고구려 왕이나 을지문덕이 오면 붙잡으라는 양제의 밀지를 받았었기에 잡으려고 했는데, 위무사로 종군하고 있던 상서 우승(尙書右丞) 유사룡이 굳이 말려서 그만두고 돌아가게 하였다. 얼마 지나지 않아 이를 후회하여 다시 오라고 했으나 을지문덕은 따르지 않고 강을 건너가버렸다. 우중문이 정예기병을 선별해 강을 넘어 추격하니 싸울 때마다 이겼다. 이에 을지문덕은 우중문을 희롱하는 시 〈유우중문〉을 보냈다. 답서를 보내 회유했음에도 을지문덕은 영채를 불태우고 달아났다.
을지문덕도 놓쳤고 군량도 다 떨어졌으므로 우문술이 그만 돌아가자고 하였다. 허나 지금 돌아가면 무슨 면목으로 황제를 볼 수 있겠냐고 화를 내며 추격을 고집했다. 우문술도 언성을 높였으나, 일전에 양제가 우중문이 계획성이 있으니 그의 의견을 경청하라고 하였기에 부득이 따랐다. 7월(음력) 평양 직전까지 들어가기는 했지만 결국 별다른 소득 없이 굶은 병사들을 데리고 철수하였다. 그래도 건제를 유지하여 방진(方陣)을 갖추며 왔으나 살수(지금의 청천강)에서 도하하던 중 습격을 받아 2,000여 명만 돌아오는 참패를 당하고 말았다.
양제는 몹시 분노하여 패장(敗將)들을 모두 서민으로 강등시켰다. 이에 여러 장수들이 추격을 고집했던 우중문에게만 죄를 떠넘겨 그를 제외하고 모두 풀려났다. 우중문은 홀로 울분에 가득 차서 병을 얻었고 몹시 악화되자 석방될 수 있었으나 이내 집에서 죽었다. 나이 68세였다.

## 가계
- 조부 : 우근(于謹)
  - 부 : 우식(于寔)
    - 형 : 우의(于頭)
    - 본인 : 우중문
      - 자 : 우흠명(于欽明)

## 우중문이 등장한 작품
- 《연개소문》, SBS, 2006년 ~ 2007년, 배우 : 김명국

## 저서
- 《한서간번》(漢書刊繁) 30권
- 《약람》(略覽) 30권

## 같이 보기
- 살수 대첩

## 참고 문헌
- 《수서》60권 열전 제25 우중문
- 《북사》23권 열전 제11 우중문